# Deutsches Freimaurer-Museum

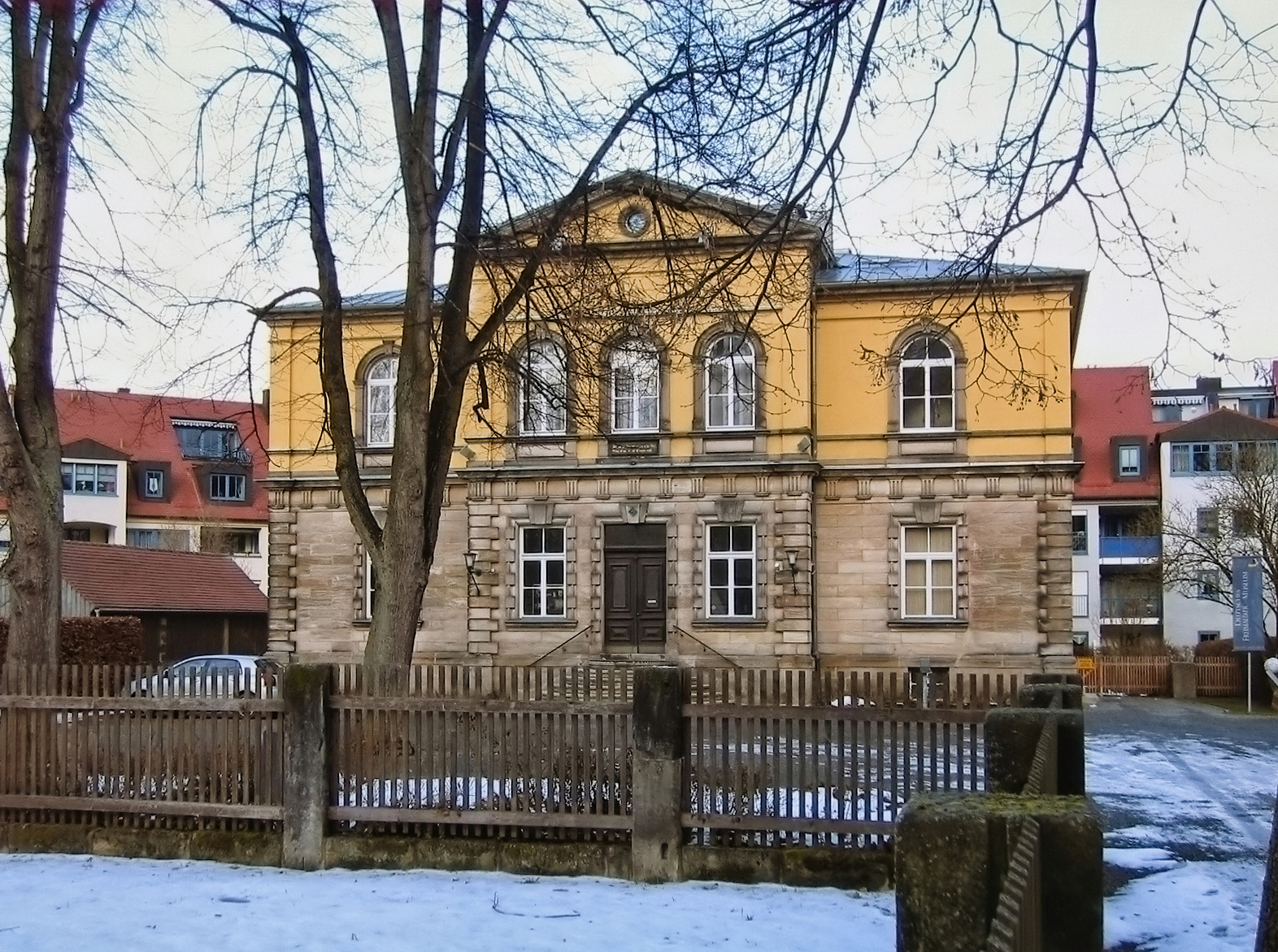
Gebäude des Deutschen Freimaurermuseums (Außenansicht der Bauwerksfront; hofgartenseitig)

Das Deutsche Freimaurer-Museum in Bayreuth (Oberfranken) beherbergt eine der größten Sammlungen freimaurerischen Kulturguts in der Welt: Masonica jeglicher Art wie Logenabzeichen, Ritualgegenstände, Arbeitsteppiche und die größte freimaurerische Bibliothek im deutschen Sprachraum. Es widmet sich der Ideengeschichte der Freimaurerei und ihren Wechselwirkungen innerhalb Deutschlands.

## Historische Entwicklung
Der Buchhändler Georg Niehrenheim (1863–1932) aus Bayreuth nutzte seit 1902 die im Haus der Bayreuther Freimaurerloge Eleusis zur Verschwiegenheit – die noch heute ihren Sitz in dem von 1881 bis 1884 errichteten Gebäude hat – gesammelten freimaurerischen Gebrauchsgegenstände als Grundstock eines eigenen Freimaurermuseums. Als Werbemedium diente ihm die Farbätzung eines szenischen Gemäldes, das die Aufnahme des Markgrafen Friedrich von Bayreuth durch seinen Schwager, den damaligen Prinzen Friedrich von Preußen zeigte.
1912 übernahm der Bayreuther Arzt Bernhard Beyer die Leitung des Museums und baute es bis 1930 zum drittgrößten seiner Art in der Welt aus. 1913 war im Rahmen der Einrichtung der Deutschen Bücherei in Leipzig die Gründung einer Deutschen Freimaurerischen Bücherei als Zentralbücherei für alle Pflichtexemplare beabsichtigt. Die Bayreuther Freimaurerloge Eleusis zur Verschwiegenheit in Bayreuth folgte diesem Gedanken und verleibte ihre gesamte Bibliothek den Beständen des Museums ein.
Mit der Machtübernahme durch die Nationalsozialisten wurde das Museum aufgelöst. Die Loge wurde damals von Karl Dürr geführt, einem Oberlehrer und Schulleiter an der Bayreuther Altstadtschule. Der bekennende Widersacher gegen den Nationalsozialismus war ein persönlicher Feind Hans Schemms, damals Leiter des NS-Gaus Bayerische Ostmark und bayerischer Kultusminister. Ab 1921 war der in Bayreuth lebende Gründer des Nationalsozialistischen Lehrerbunds Schemm ebenfalls Lehrer an der Altstadtschule gewesen. Am 24. Oktober 1933 fuhr politische Polizei aus München vor, der Kastellan des Hauses wurde in seiner Wohnung eingeschlossen. Mitglieder der SA und der SS luden die Bibliothek und das Archiv auf Lastwagen, Bilder und für die Partei unwichtige Dinge wurden durch die Fenster in den Garten geworfen und vernichtet. Das Gebäude wurde zum Heim der Bayreuther SS, weitere NS-Gruppierungen und der berüchtigte Pastor Franz Lossin machten sich dort ebenfalls breit.
Die geraubten Sammlungen mit einer Fülle unersetzbarer kultureller Werte wurden verschleppt und sind bis heute verschollen. So waren zuletzt 1000 Logenabzeichen, Bijoux genannt, über 700 Medaillen, 160 Freimaurerschurze, 20 Ritualteppiche und über 1000 Ölgemälde, Kupferstiche und Steindrucke vorhanden, ebenso über 15.000 freimaurerische Siegel, Kristallgläser und Porzellane. Hinzu kam eine reichhaltige Sammlung an Bekleidungsstücken aller Logengrade, auch viele Urkunden, Originalbriefe und Logenpässe prominenter Freimaurer.

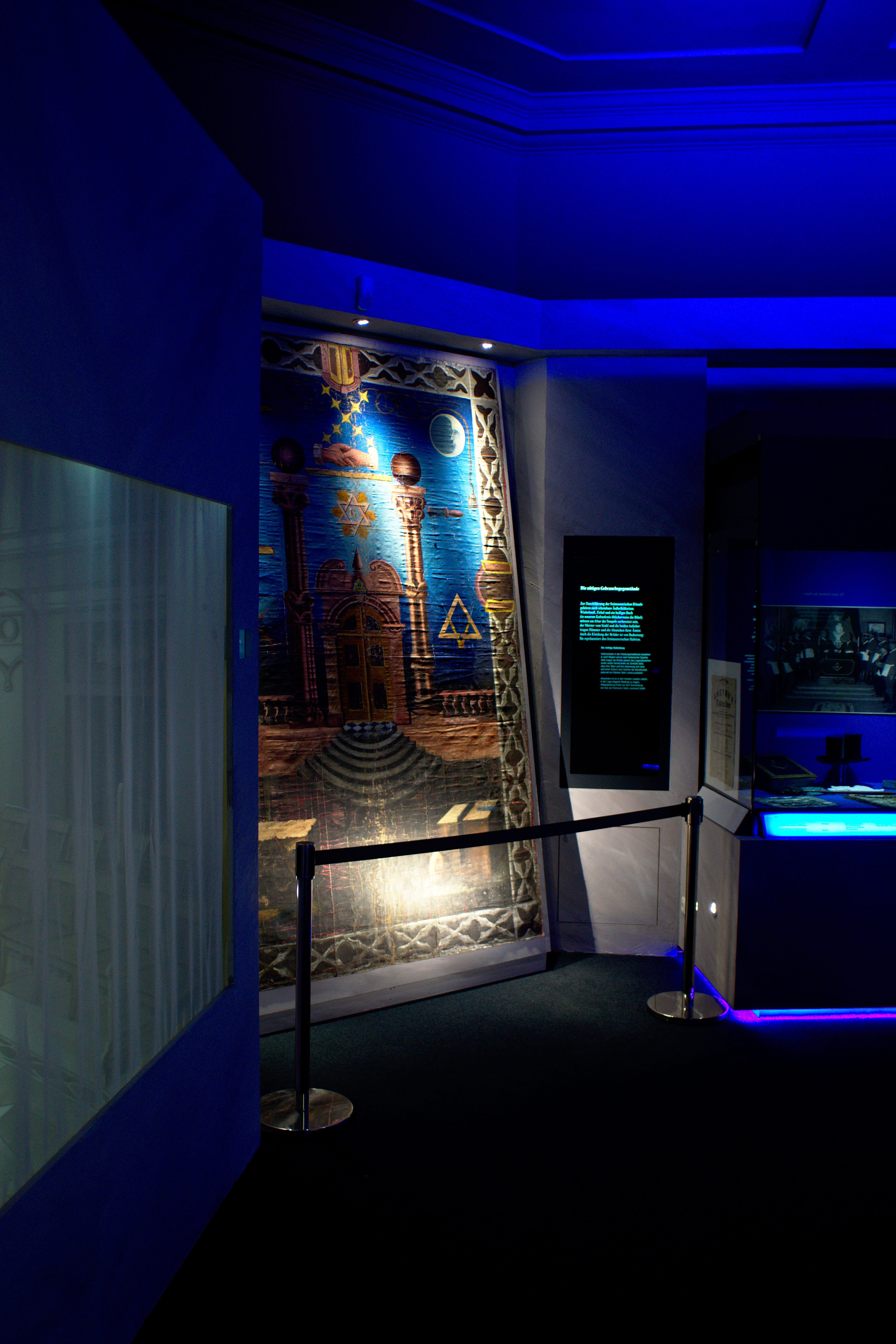
Wandteppich mit den Säulen Jachin und Boaz im Inneren des Museums

Bernhard Beyer und seine Nachfolger konnten die Sammlungen nach dem Krieg von Grund auf neu aufbauen, so dass deren Umfang heute größer als vor 1935 ist. Die Sammlung der Fotografien, Kupferstiche und Grafiken beläuft sich auf 2000 Exemplare, der Bestand an Logenabzeichen (Bijoux) und Medaillen auf 3100, an sonstigen Exponaten aus Kristallen, Porzellan, Keramik und an Freimaurerbekleidungen auf über 1400. Die einzigartige deutschsprachige Bibliothek über Freimaurerei umfasst heute 19 000 Bände und ist an die offizielle Fernleihe der Bibliotheken in der Bundesrepublik angeschlossen.
20.000 Mitgliederverzeichnisse aus vielen Logen vom Beginn der deutschen Freimaurerei im Jahr 1757 bis zur Jetztzeit wurden dort aufbewahrt. Sie sind seit 2004 elektronisch erfasst und werden ständig ergänzt. Das Archiv mit Logendokumenten umfasst derzeit mehrere Tausend Nummern. In Bearbeitung ist die Erfassung und wissenschaftliche Beschreibung aller vorhandenen Objekte in einer konvertierbaren Datenbank nach internationalem Standard der Empfehlungen des Deutschen Museumsbundes und der ICOM.
Unterstützt und verwaltet wird das Museum durch den Verein Deutsches Freimaurermuseum e. V., der am 13. Mai 1954 in das Vereinsregister Bayreuth eingetragen wurde und dem Einzelmitglieder und auch Freimaurerlogen angehören. Das Museum ist Mitglied in der Association of Masonic Museums, Libraries and Archives in Europe (AMMLA).
Das Museum beherbergt im Magazin eines der drei Original-Illuminatiabzeichen weltweit.